# Nicolai Utin

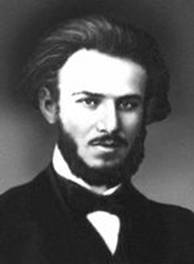
Nicolai Utin

Nikolái Utin (8 de agosto de 1845-1 de diciembre de 1883) fue un político socialista marxista ruso, participante de la Primera Internacional.
Hijo de un rico comerciante de licores ruso-judío, tuvo que refugiarse en Suiza a causa de sus ideas políticas. En 1863 colaboraba con la causa revolucionaria polaca. En el exilio suizo fue partidario de las ideas de Karl Marx, y delegado de la sección rusa en el exilio de la Primera Internacional en Ginebra, en 1870. Utin se enfrentó durante las discusiones de esta organización con Mijaíl Bakunin, actuando como informante de Marx. Una vez disuelta la Primera Internacional, retornó a Rusia perdonado por el zar, haciendo una fortuna como especulador durante la guerra.